# ریچارد شیفرین
ریچارد شیفرین (انگلیسی: Richard Shiffrin؛ زادهٔ ۱۳ مارس ۱۹۴۲) یک دانشمند، پژوهشگر و متخصص آمریکایی در زمینه علوم شناختی و استاد دپارتمان روان‌شناسی و علوم مغز در دانشگاه ایندیانا است.
وی تئوری‌های مهمی در زمینهٔ حافظه و توجه در انسان دارد و «مدل حافظه اتکینسون-شیفرین» را در سال ۱۹۶۸ میلادی با همکاری ریچارد اَتکینسون ارائه کرد.
وی همچنین برندهٔ جوایزی همچون کمک‌هزینه گوگنهایم شده‌است.